# Торчелло
45°29′54″ пн. ш. 12°25′06″ сх. д. / 45.498333333333° пн. ш. 12.418333333333° сх. д.

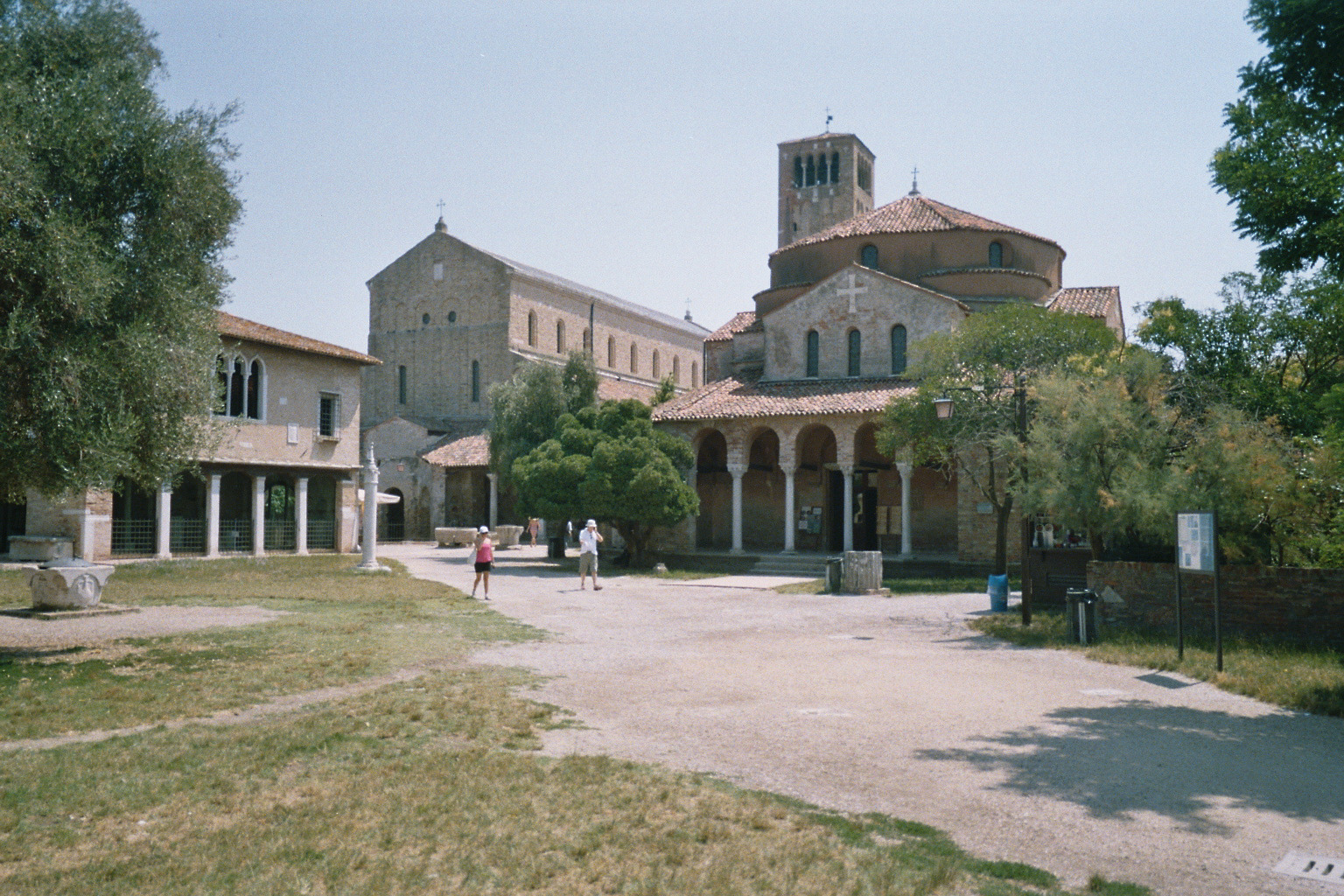
Ансамбль середньовічних храмів на Торчелло.

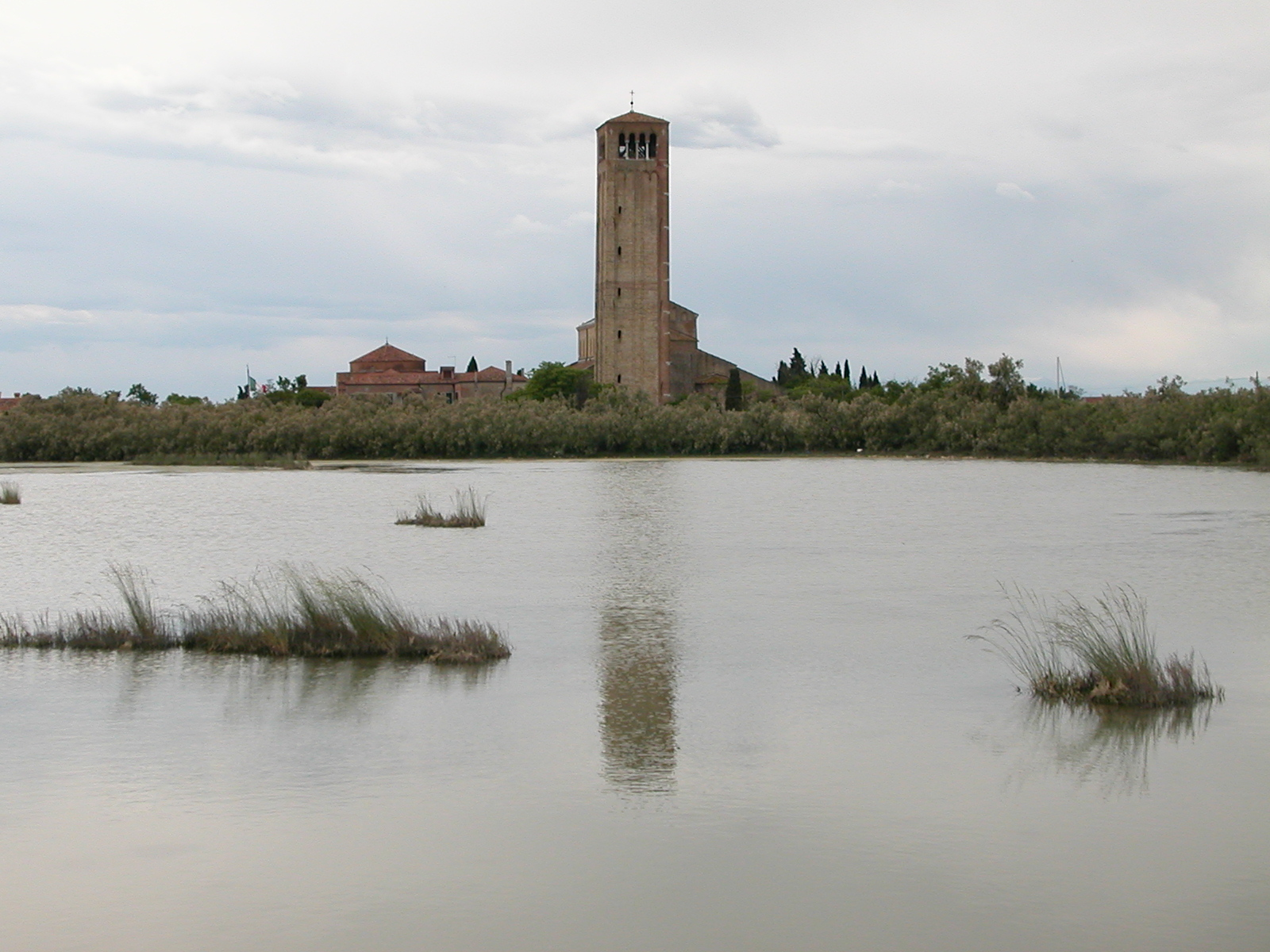
Вид Торчелло.

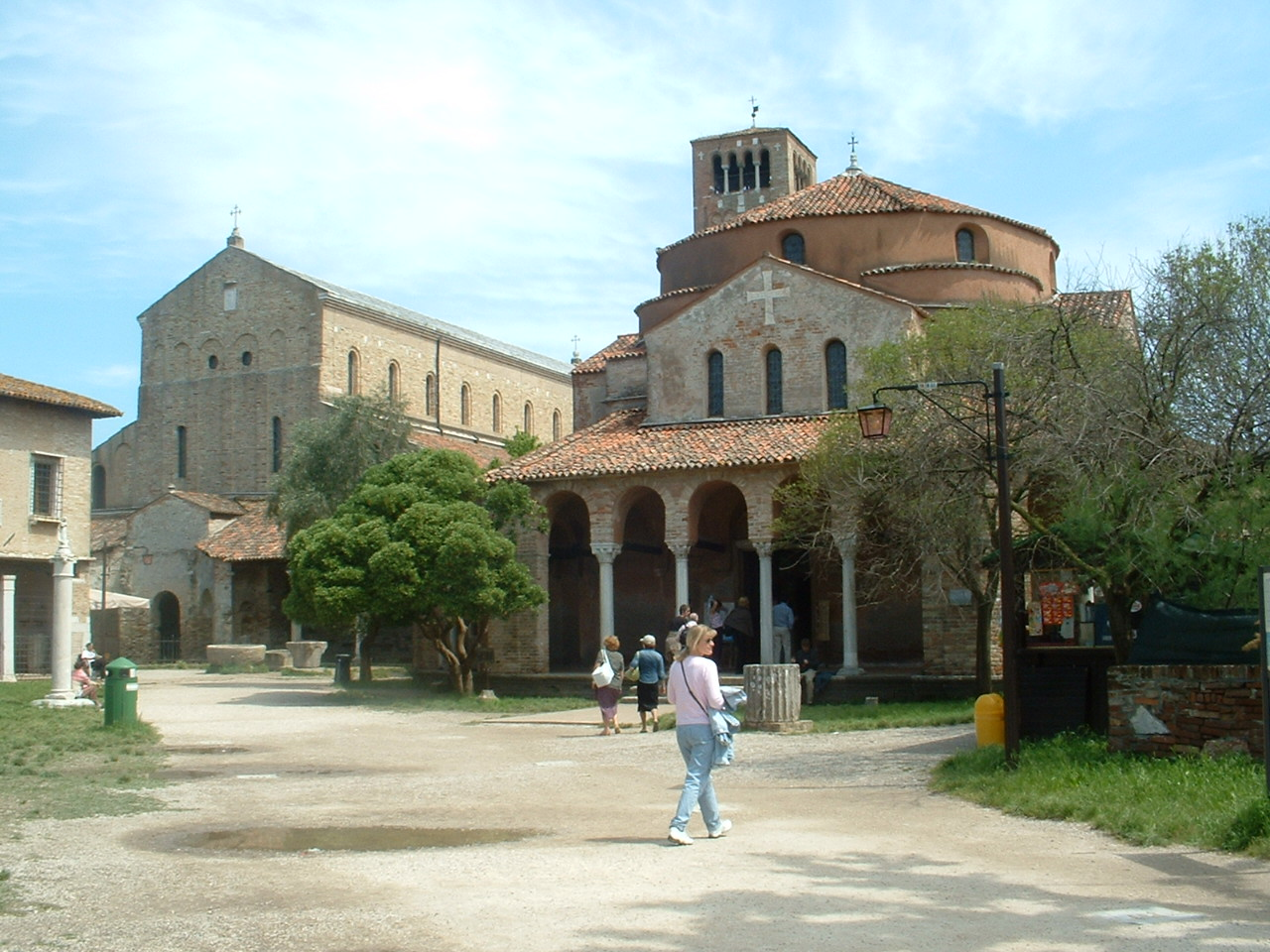
Собор Санта-Марія-Ассунта і церква Санта-Фоска.

Торчелло (Torcello) — малонаселений острів в північній частині Венеційської лагуни, який до XI ст. був найкрупнішим поселенням в окрузі.
Заснований в 452 р. жителями міста Альтіно, які рятувались втечею від вторгнення гуннів. В 638 р. на острів перебрався і місцевий єпископ, який заснував соборну церкву для зберігання мощей мученика Іліодора. Місто розбагатіло на торгівлі з Константинополем і до X століття налічувало не менше 10000 жителів (суттєво більше, ніж населення тодішньої Венеції).
В XII ст. гавань Торчелло замулилась і перетворилась в зловонне болото (laguna morta, «мертва лагуна»). Мореторгівля зачахла, жителі втекли від малярії в Венецію, єпископ перебрався в Мурано, більшість будов було разібрано для будівництва венеційських палаців. В теперішній час на Торчелло живе не більше 60 рибаків.
Крім вигадливого містка, від середньовічного міста збереглось тільки чотири будівлі — два скромних палаццо XIV ст. (в них розміщені музейні колекції), романська церква Санта-Фоска (XII ст.) і собор Санта-Марія-Ассунта (864–867, перебудована в 1008) з баптистерієм IX ст. і грандіозним ансамблем візантійських мозаїк XII ст. — найкращим у північній Італії.